# بول وجستشوفسكي
بول وجستشوفسكي (بالبولندية: Paweł Wojciechowski)‏ هو لاعب كرة قدم بولندي في مركز الدفاع، ولد في 30 أبريل 1984 في جلونا غورا في بولندا. لعب مع غورنيك زابجه ونادي كراكوفيا الرياضي.